# Sabrina (film, 1954)
Pour les articles homonymes, voir Sabrina.
Pour plus de détails, voir Fiche technique et Distribution.

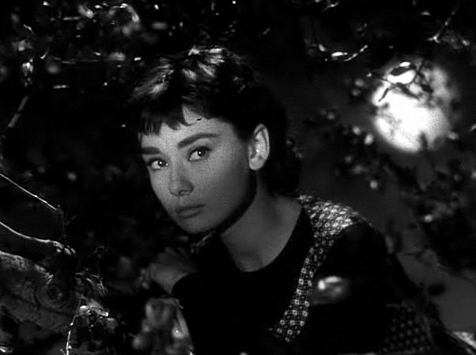
Audrey Hepburn

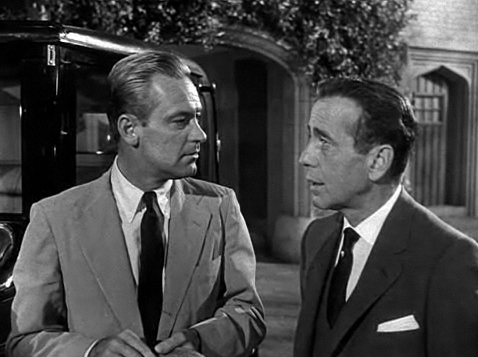
William Holden et Humphrey Bogart

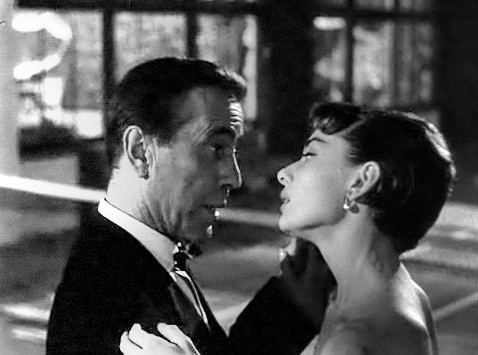
Humphrey Bogart et Audrey Hepburn

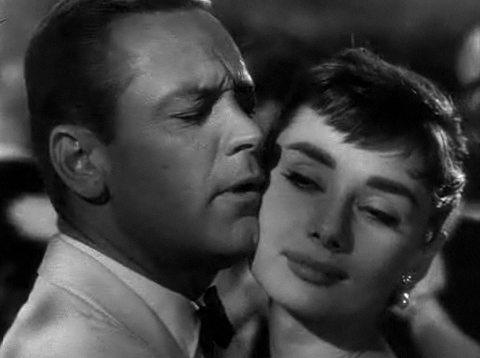
William Holden et Audrey Hepburn

Sabrina est un film américain réalisé par Billy Wilder, sorti en 1954.

## Synopsis
Dans leur fastueuse résidence de Long Island, les Larrabee, richissimes industriels, emploient une importante domesticité à laquelle ils n'accordent pas, hors des questions de service, la moindre attention. Or, la délicieuse fille du chauffeur, Sabrina Fairchild, est éperdument amoureuse de David, l'enfant terrible et volage de la famille, qui ne la remarque même pas. Pour tout à la fois la guérir de son amour impossible et lui donner un métier, son père envoie Sabrina étudier la cuisine à Paris.
À son retour, deux ans plus tard, Sabrina, transformée, fait sensation.

## Fiche technique
- Titre : Sabrina
- Production et réalisation : Billy Wilder
- Société de production : Paramount Pictures
- Société de distribution aux États-Unis et en France : Paramount
- Scénario : Samuel A. Taylor, Ernest Lehman, Billy Wilder, d'après la pièce de théâtre Sabrina Fair de Samuel A. Taylor, créée le 11 novembre 1953 au National Theatre, à Broadway.
- Musique : Frederick Hollander
- Chansons : Wilson Stone ; Richard Rogers et Lorenz Hart
- Directeur de la photographie : Charles Lang Jr.
- Montage : Arthur P. Schmidt et Doane Harrison
- Direction artistique : Hal Pereira et Walter H. Tyler
- Décors de plateau : Sam Comer et Ray Moyer
- Costumes : Edith Head, Hubert de Givenchy (non crédité au générique)
- son : John Cope, Harold Lewis
- Chorégraphie : Eugene Loring (non crédité au générique)
- Pays de production : États-Unis d’Amérique
- Langue : anglais
- Genre : Comédie
- Format : Noir et blanc - Son : Mono (Western Electric Recording)
- Durée : 113 minutes
- Date de sortie :
  - États-Unis : 22 septembre 1954 (New York)
- Affiche : Roger Soubie (France)

## Distribution
- Audrey Hepburn (VF : Jacqueline Porel) : Sabrina Fairchild
- Humphrey Bogart (VF : Claude Péran) : Linus Larrabee
- William Holden (VF : Michel André (acteur)) : David Larrabee
- Walter Hampden (VF : Jacques Mauclair) : Oliver Larrabee
- John Williams (VF : Christian Argentin) : Thomas Fairchild
- Martha Hyer (VF : Raymonde Reynouard) : Elizabeth Tyson
- Joan Vohs : Gretchen Van Horn
- Marcel Dalio (VF : Émile Duard) : Baron Saint-Fontanel
- Marcel Hillaire (VF : Roger Rudel) : Le Professeur
- Nella Walker (VF : Cécile Didier) : Maude Larrabee
- Francis X. Bushman (VF : Richard Francœur) : M. Tyson
- Ellen Corby (VF : Marie Francey) : Mlle McCardle
- Nancy Kulp (VF : Lita Recio) : Jenny
- Kay E. Kuter (VF : Paul Lalloz) : Ernest, le domestique des Larrabee
- Kay Riehl (VF : Henriette Marion) : Mme Tyson

Acteurs non crédités
- Paul Harvey (VF : Jean Gournac) : Dr Callaway
- Emmett Vogan : un membre du conseil d'administration

## Récompenses
Sabrina a été nommé pour six oscars et en obtint un, celui du meilleur costume pour Edith Head. Billy Wilder a été nommé comme meilleur réalisateur, Audrey Hepburn comme meilleure actrice, et le film concourait aussi pour l'Oscar de la meilleure photographie, pour celui de la meilleure direction artistique et du meilleur scénario adapté.
National Board of Review Award du meilleur acteur dans un second rôle pour John Williams en 1954.
En 2002, la Bibliothèque du Congrès américain a inscrit le film au National Film Registry.

## Reprise
Un remake du film a été réalisé par Sydney Pollack en 1995, sous le même titre Sabrina : Harrison Ford et Julia Ormond y reprennent les rôles d'Humphrey Bogart et Audrey Hepburn.